# Alto Uruguai (Mesquita)
Alto Uruguai é um bairro do município de Mesquita, no estado do Rio de Janeiro.
Faz divisa com o bairro do Centro, Coreia, Santa Terezinha e com o município de Nova Iguaçu.
O bairro fica localizado próximo do acesso ao Parque Municipal de Nova Iguaçu.